# Entedon pseudonigritarsis
Entedon pseudonigritarsis är en stekelart som beskrevs av Erdös 1944. Entedon pseudonigritarsis ingår i släktet Entedon, och familjen finglanssteklar. Arten är reproducerande i Sverige.